# Tasneem Zehra Husain
Tasneem Zehra Husain (également orthographié comme Tasneem Zehra Hussain), est une physicienne théorique pakistanaise et une professeur adjointe de physique à l'Université de Lahore Sciences de la Gestion. Elle est l'une des rares femmes pakistanaises à obtenir un doctorat en physique et la première femme pakistanaise théoricienne des cordes. En tant qu'éminente scientifique, elle est conférencière invitée à différentes écoles et collèges, dans un effort pour promouvoir les sciences et technologies au Pakistan (en).

## Biographie
Tasneem Zehra Husain a représenté le Pakistan lors de la Réunion des Lauréats du prix Nobel à Lindau, en Allemagne et a dirigé l'équipe du  Pakistan, pour l'Année Mondiale de la Physique (WYP) à la Conférence de Lancement à Paris. En 2013, Tasneem Zehra Husain est invitée par le Festival de Science de Cambridge pour être le modérateur d'un groupe d'éminents scientifiques.

## Publications
En novembre 2014, Tasneem Zehra Husain publie son premier roman, "Seuls les plus longs fils". Kirkus Reviews décrit le roman comme "Une approche de la physique par la fiction qui reflète à la fois la substance de la théorie et de la passion de ses praticiens".

## Ressources externes
- Tasneem-Zehra Husain, « A brane teaser », Department of Physics, sur Department of Physics, Department of Physics, Stockholm University, 8 août 2003 (consulté le 2010)